# Oloplotosus luteus
Oloplotosus luteus — тропічний прісноводний вид риб з родини вугрехвостих сомів (Plotosidae).
Відомий лише з гірських районів у верхній частині басейну річок Флай-Стрікленд на півдні Папуа Нової Гвінеї.
Максимальний розмір: 15,0 см загальної довжини. Тіло видовжене. В спинному плавці 1 твердий і 5 м'яких променів, в анальному плавці 86—92 м'яких промені.
Донний вид. Зустрічається переважно в струмках з помірною та швидкою течією.